# Дејвид Рауп
Дејвид M. Рауп (24. април 1933 – 9. јул 2015) био је палеонтолог, са Универзитета у Чикагу. Рауп је изучавао фосиле и разноликост живота на Земљи.

## Биографија

### Детињство и младост
Рођен је 24. априла 1933. године и одрастао у Бостону. Док је био дете није имао контакта са фосилним остацима, тако да га они нису заинтересовали до адолесценције. Док је био млад, бавио се скијањем и камповањем. Први ментор му је био Џон Кларк, палеонтолог и седиментолог на Универзитету у Чикагу.

### Каријера
Започео је своју академску каријеру на Колби колеџу у Мејну, овде је судирао две године, па је прешао на Универзитет у Чикагу, где је дипломирао геологију. Одатле је отишао на Харвард, на постдипломске студије, где се фокусирао на палеонтологију и биологију. На Харварду је магистрирао и докторирао.
Предавао је на Калифорнијском институту за технологију, Универзитету Џонс Хопкинс и на Универзитету у Рочестеру. Био је кустос у природњачком музеју у Чикагу. Такође је био и гостујући професор у Немачкој у Тибингену. Године 1994. се пензионисао и преселио на  Вашингтон острво у северном делу језера Мичиген. Умро је 9. јула 2015. године, од упале плућа.

## Публикације
Књиге
- Raup, David; Stanley, Steven M. (1978). Principles of Paleontology (2 изд.). ISBN 978-0-7167-0022-7.
- Raup, David (1986). „Patterns and Processes in the History of Life”.  Ур.: David M. Raup and David Jablonski. Report of the Dahlem Workshop on Patterns and Processes in the History of Life, 16–21 June 1985. Berlin: Springer Verlag. ISBN 978-0-387-15965-2.
- Raup, David (1992). Extinction: Bad Genes or Bad Luck?. ISBN 978-0-393-30927-0.
- Raup, David 1999 (1999). The Nemesis Affair: A Story of the Death of Dinosaurs and the Ways of Science. ISBN 978-0-393-31918-7.

Периодикле
- Raup, David M. (1962). „Computer as aid in describing form in gastropod shells”. Science. 138 (3537): 150—152. Bibcode:1962Sci...138..150R. PMID 17818401. doi:10.1126/science.138.3537.150.
- Raup, David M. (1966). „Geometric analysis of shell coiling: general problems”. Journal of Paleontology. 40: 1178—1190.
- Raup, David M. (12. 10. 1979). „Size of the Permo-Triassic Bottleneck and Its Evolutionary Implications”. Science. 206 (4415): 217—218. Bibcode:1979Sci...206..217R. PMID 17801788. doi:10.1126/science.206.4415.217.
- Raup, David M.; Sepkoski, J. John, Jr. (19. 3. 1982). „Mass extinctions in the marine fossil record”. Science. 215 (4539): 1501—3. Bibcode:1982Sci...215.1501R. PMID 17788674. doi:10.1126/science.215.4539.1501.
- Raup, David M.; Sepkoski, J. John, Jr. (фебруар 1984). „Periodicity of extinctions in the geologic past.” (PDF). Proc. Natl. Acad. Sci. USA. 81 (3): 801—805. Bibcode:1984PNAS...81..801R. PMC 344925 . PMID 6583680. doi:10.1073/pnas.81.3.801. Приступљено 14. 4. 2010.
- Raup, David M. (1994). „The Role of Extinction in Evolution” (PDF). Proc. Natl. Acad. Sci. USA. 91 (15): 6758—6763. Bibcode:1994PNAS...91.6758R. PMC 44280 . PMID 8041694. doi:10.1073/pnas.91.15.6758. Приступљено 14. 4. 2010.

### На српском
Његова књига Изуирање, лоши генин или лоша срећа? је преведена на српски и издата од стране издавечке куће Хеликс.